# Kleine langsnavellijster
De kleine langsnavellijster (Zoothera marginata) is een zangvogel uit de familie Turdidae (lijsters).

## Verspreiding en leefgebied
Deze soort komt voor van Nepal tot noordelijk India, zuidwestelijk China, Myanmar, Thailand en noordelijk Indochina.